# Безперервний моніторинг глюкози

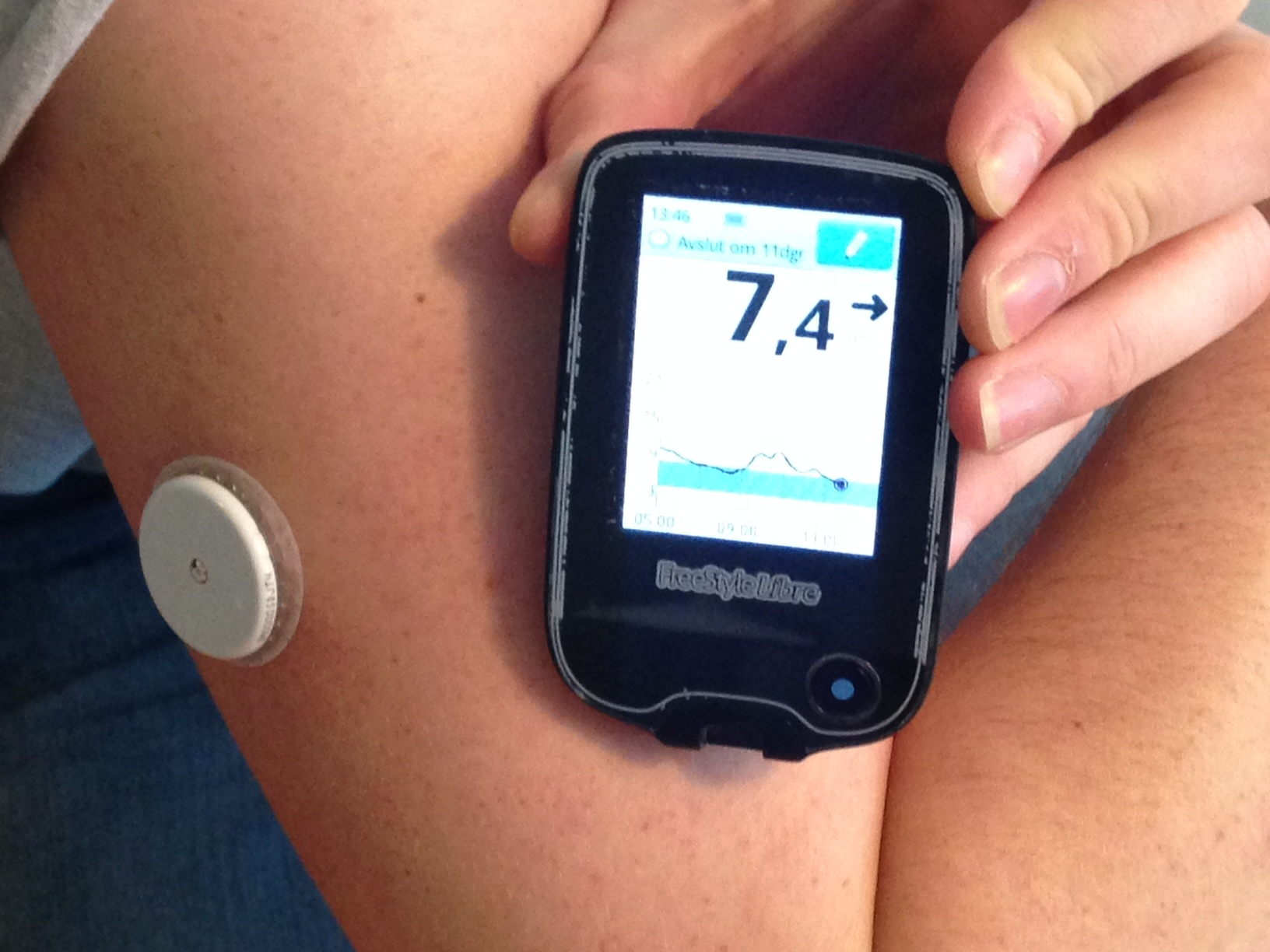
Система БМГ FreeStyle Libre виробництва Abbott. Датчик і передавач закріплені на плечі. Приймач показує рівень глюкози в крові та графік рівнів глюкози в крові.

Безперервний моніторинг глюкози (англ. CGM — continuous glucose monitoring) — діагностична методика безперервного визначення концентрації глюкози у рідинах організму (у крові або міжклітинній рідині, рівень глюкози в якій корелює з рівнем в плазмі крові), на відміну від періодичного визначення глюкози у капілярній крові, одержаній при проколі пальця. CGM застосовують з діагностичною метою при цукровому діабеті для виявлення епізодів гіпер- та гіпоглікемії. Деякі прилади CGM можуть використовуватися у зв'язці з інсуліновою помпою, забезпечуючи регуляцію рівня глікемії за принципом зворотного зв'язку.
Система безперервного моніторингу глюкози складається з трьох функціональних частин:
- невеликого електрода (сенсора), який розміщується під шкірою;
- передавача, що надсилає показники з електрода на приймач через регулярні проміжки часу (кожні 1–15 хвилин);
- окремого приймача, який показує рівень глюкози на дисплеї.

Схвалені на тепер (серпень 2025 року) CGM-системи використовують ферментну технологію, яка реагує з молекулами глюкози в інтерстиціальній рідині організму, генеруючи електричний струм, пропорційний концентрації глюкози. Дані про концентрацію глюкози потім передаються від передавача, прикріпленого до сенсора, на приймач, який відображає ці дані для користувача.
Деякі CGM-пристрої потребують періодичного калібрування за допомогою традиційних вимірювань рівня глюкози в крові, тоді як інші не вимагають калібрування користувачем.

## Історія

### США
Перша система безперервного моніторингу глюкози (CGM) була схвалена Управлінням з контролю за якістю харчових продуктів і медикаментів США (FDA) у 1999 році. Постійний розвиток дозволив збільшити термін носіння сенсорів, розширити можливості для отримання та зчитування даних, а також налаштування сповіщень для користувачів про високі та низькі рівні глюкози.
Перша версія системи Medtronic MiniMed зчитувала показники глюкози кожні десять секунд, а усереднені значення передавалися кожні п'ять хвилин. Сенсори можна було носити до 72 годин.
Друга система, розроблена компанією Dexcom, була схвалена у 2006 році. Сенсор був затверджений для використання до 72 годин, а приймач мав знаходитися на відстані не більше п'яти футів (1,5 м) для передачі даних.
У 2008 році була схвалена третя модель — Freestyle Navigator від Abbott Laboratories. Її сенсори можна було носити до п'яти діб.
У 2012 році Dexcom випустила новий пристрій, який дозволяв носити сенсор сім діб, а відстань передачі даних становила 20 футів (6 м). Пізніше Dexcom представила додаток, що дозволяв передавати дані з сенсора на iPhone. Ця система була схвалена для використання в педіатрії у 2015 році.
У вересні 2017 року FDA схвалило першу CGM-систему, яка не потребує калібрування за допомогою вимірювання глюкози з пальця — FreeStyle Libre. Цей пристрій можна було носити до десяти діб, але він вимагав 12 годин «розігріву» для початку зчитування. Згодом було випущено оновлений пристрій, який можна було носити до 14 діб і для запуску якого була потрібна лише одна година. FreeStyle Libre 2 був схвалений у Європі в жовтні 2018 року і дозволив налаштовувати сповіщення, коли рівень глюкози виходив за межі норми.
У червні 2018 року FDA схвалило систему Eversense CGM (виробництва Senseonics Inc) для використання у людей з діабетом віком від 18 років. Це перша схвалена FDA CGM-система, що включає повністю імплантований сенсор для виявлення глюкози, який можна носити до 90 діб. Eversense XL, 180-денна версія системи, була схвалена в Європі в жовтні 2017 року.
У лютому 2025 року FDA попередило пацієнтів про проблему безпеки, пов'язану із системами безперервного моніторингу глюкози (CGM), які покладаються на смартфон для передачі важливих сповіщень, оскільки, за наявними даними, люди пропускали сповіщення через проблеми з налаштуванням технології.

### Китай
Китай розробляє та виробляє системи безперервного моніторингу глюкози (CGM). Перша CGM-система, схвалена в Європейському Союзі, виготовлена компанією Medtrum Technologies. Сенсор призначений для використання до 14 днів і вимірює рівень глюкози кожні 2 хвилини через додаток на смартфоні. Компанія Medtrum була заснована в 2008 році і знаходиться в Шанхаї, Китай.
Наприкінці 2017 року Medtrum представила систему TouchCare A6 CGM (пізніше A7 або Slim у деяких країнах), яка вимірює рівень глюкози в міжтканинній рідині до 14 днів. Система TouchCare має мобільні додатки, включаючи додаток для віддаленого перегляду. Система TouchCare оснащена сповіщеннями про рівень глюкози і вимагає калібрування кожні 24 години.
Наприкінці 2021 року було анонсовано Medtrum Nano — дуже тонкий пристрій, який не потребує калібрування, схвалений для використання до 14 діб і має настроювані сповіщення про рівень глюкози.
Medtrum виробляє як CGM-системи, так і інсулінові помпи, які керуються єдиним додатком на смартфоні. Це дозволяє користувачеві відстежувати рівень глюкози та запускати подачу інсуліну в рамках системи із замкненим контуром.

### Велика Британія
У березні 2022 року Національний інститут охорони здоров'я та вдосконалення медичної допомоги Великої Британії (NICE) представив для Національної служби охорони здоров'я (NHS) в Англії та Уельсі рекомендації, згідно з якими всім пацієнтам з діабетом 1-го типу слід пропонувати або флеш-моніторинг глюкози, або CGM.
Людям із діабетом 2-го типу слід пропонувати флеш-моніторинг або CGM, якщо вони використовують інсулін двічі на день або частіше, якщо їм рекомендується проколювати палець для вимірювання вісім разів на день, якщо у них спостерігається повторна або важка гіпоглікемія, якщо вони не відчувають симптомів гіпоглікемії, або якщо вони не можуть самостійно контролювати рівень цукру в крові, але вони або доглядач можуть користуватися сканувальним пристроєм. Деталі різняться в Шотландії та Північній Ірландії.

## Показання і переваги
Методика CGM може бути застосована в будь-яких ситуаціях, коли є необхідність тривало контролювати рівень глікемії, зокрема — при нестабільному перебігу цукрового діабету, при змінах у лікуванні (коли потрібно оперативно бачити реакцію організму пацієнта на фармакологічне втручання) тощо.
Безперервний моніторинг глюкози набуває дедалі більшої популярності з кількох причин.
- Традиційне тестування за допомогою проколювання пальця вимірює рівень глюкози в крові лише в один конкретний момент часу. Натомість CGM дозволяє користувачам постійно бачити рівні глюкози в крові, а також спостерігати за їхніми змінами у динаміці.
- CGM є зручнішим і менш болючим, ніж традиційне тестування з проколом пальця.
- Деякі дослідження показали, що користувачі CGM проводять менше часу в стані гіпоглікемії або мають нижчий рівень глікованого гемоглобіну, що є сприятливими показниками.[1]
- Системи безперервного моніторингу глюкози, здається, знижують рівень HbA1c краще, ніж звичайне тестування капілярної крові, особливо коли CGM використовується людьми з погано контрольованим діабетом у поєднанні з інтегрованою інсуліновою помпою.[19] Однак систематичний огляд Кокранівської бібліотеки виявив обмежені та суперечливі докази ефективності систем безперервного моніторингу глюкози у дітей, дорослих та користувачів з погано контрольованим діабетом.[19]

Метааналіз 25 рандомізованих контрольованих досліджень показав, що зворотний зв'язок на основі CGM для підтримки зміни поведінки помірно знижує рівень глікованого гемоглобіну та збільшує час перебування в цільовому діапазоні як у людей з діабетом, так і без нього.

## Протипоказання і обмеження
Система безперервного моніторингу глюкози (CGM) має деякі важливі обмеження:
- Недостатня точність у виявленні гіпоглікемії. CGM-системи не є достатньо точними для виявлення гіпоглікемії — поширеного побічного ефекту лікування діабету.[21] Це особливо проблематично, оскільки деякі пристрої мають функції сигналізації для попередження користувачів про гіпоглікемічний стан, і люди можуть покладатися на ці сигнали. Однак систематичний огляд Кокранівської бібліотеки показав, що використання систем безперервного моніторингу глюкози не збільшує ризик гіпоглікемії або кетоацидозу.[19] Деякі виробники попереджають користувачів про те, щоб вони не покладалися виключно на показники CGM. Національний інститут охорони здоров'я та вдосконалення медичної допомоги Великої Британії (NICE) рекомендує підтверджувати гіпоглікемічні значення тестуванням з проколом пальця.[22]
- Помилкові гіпоглікемічні показники. Компресійна гіпоглікемія або послаблення чутливості, спричинене тиском (PISA), — це помилкові показники гіпоглікемії, що виникають внаслідок тиску на місце встановлення CGM-сенсора.[23] Це може статися, коли користувач спить або сидить на сенсорі, і може призвести до неправильного лікування.[24]
- Затримка в часі. Ще одним обмеженням CGM є те, що рівні глюкози вимірюються в міжтканинній рідині, а не в крові. Оскільки глюкозі потрібен час для переміщення з кровотоку в міжтканинну рідину, існує природна затримка між фактичним рівнем глюкози в крові та рівнем, виміряним за допомогою CGM. Ця затримка варіює залежно від користувача та пристрою, але зазвичай становить від 5 до 20 хвилин.[25]

## Флеш-моніторинг глюкози
Оригінальний монітор FreeStyle Libre, представлений компанією Abbott Diabetes Care у 2015 році, був описаний як пристрій для «флеш-моніторингу глюкози». Він мав одноразовий 14-денний сенсорний підшкірний зонд (як і інші CGM-сенсори), але був відкалібрований на заводі та не потребував калібрування за допомогою тесту на глюкозу з проколом пальця. Сенсор безперервно вимірює рівень глюкози в міжтканинній рідині (як еквівалент рівня цукру в крові); до восьми годин цих показників, усереднених за кожний 15-хвилинний період, зберігаються в сенсорі, на відміну від більшості інших CGM-систем, які використовують бездротовий зв'язок (зазвичай Bluetooth) із зовнішнім пристроєм для кожного зчитування. Збережені в сенсорі дані передаються за запитом на «рідер», який потрібно піднести на відстань 1—2 сантиметри до сенсора, використовуючи технологію ближнього безконтактного зв'язку (NFC). Оскільки інформація може зберігатися лише вісім годин, зчитування не повинні проводитися рідше ніж раз на вісім годин.
Різниця в умовах страхового покриття у США, яка надавала перевагу «флеш-моніторингу глюкози» перед «безперервним моніторингом глюкози», сприяла ранньому впровадженню дешевшої системи від Abbott. У Великій Британії флеш-монітори та сенсори доступні багатьом пацієнтам безкоштовно через Національну службу охорони здоров'я (NHS).
Пізніша версія пристрою від Abbott, FreeStyle Libre 2, використовує інші, несумісні сенсори. Його можна запрограмувати на передачу попередження про низький (гіпоглікемія) або високий рівень глюкози через Bluetooth на сусідній пристрій і, станом на 2023 рік, він передає показники глюкози через Bluetooth кожні 60 секунд, що фактично робить його CGM, а не флеш-монітором глюкози. Наступна модель, FreeStyle Libre 3, менша за розміром і передає свої показники через Bluetooth, як і інші вимірювальні пристрої; її вже не описують як флеш-монітор.

## Прилади

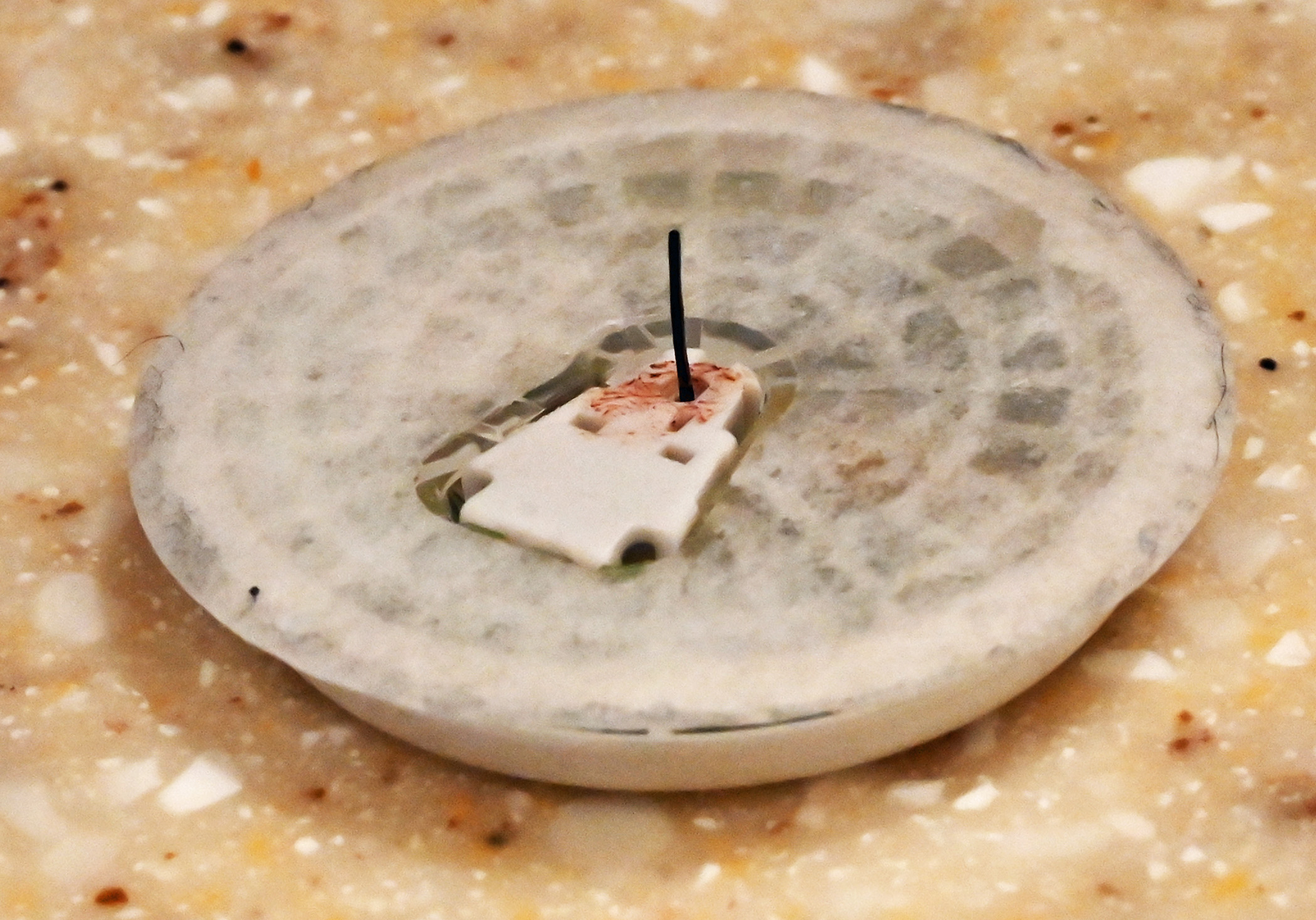
Сенсор для системи FreeStyle Libre 2 (2,8 см).

### Прилади для безперервного моніторингу

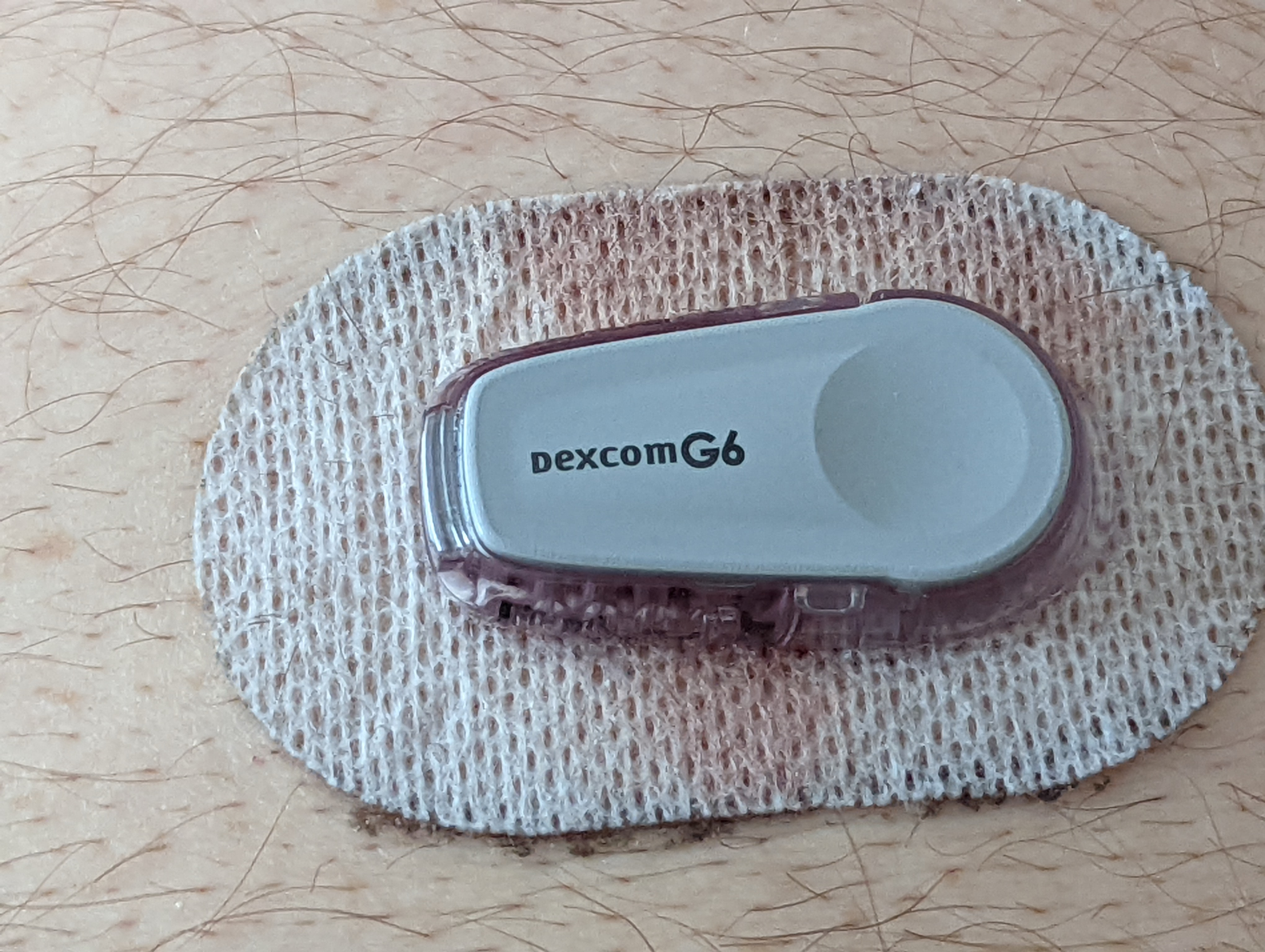
Сенсор Dexcom G6, встановлений на шкіру.

Dexcom, Eversense, а також Libre 2 і Libre 3 використовують безперервний моніторинг, де інформація про рівні глюкози оновлюється постійно. Безперервний моніторинг дозволяє налаштовувати автоматичні сигнали тривоги, які спрацьовують, коли рівень глюкози виходить за межі попередньо встановлених порогів. FreeStyle Libre 2 дозволяє налаштовувати сигнали тривоги, коли рівень глюкози досягає заздалегідь визначеного рівня.

### Прилади флеш-моніторингу
На відміну від приладів моніторингу реального часу, при флеш-моніторингу, такому як Freestyle Libre 1, рівень глюкози зчитується сенсором автоматично, однак дані передаються користувачеві лише на його запит. Інформація про глюкозу, що зберігається на сенсорі, містить усі дані з моменту попереднього зчитування (до 8 годин).

### Імплантовані сенсори

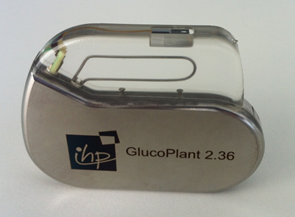
Медичний біосенсорний імплант для моніторингу глюкози в підшкірній тканині (59x45x8 мм). Електронні компоненти (мікроконтролер, радіочип тощо) герметично закриті в титановому корпусі, тоді як кільцева антена та сенсорний зонд залиті у прозорий епоксидний корпус.

Оскільки електроніка та батарея вимагають відносно великого корпусу, більшість CGM-сенсорів носять на шкірі, а сам зонд для вимірювання проникає під шкіру. Однак сенсор Eversense — це фактично імплант, який отримує живлення бездротовим шляхом від так званого передавача, що носиться над шкірою. «Передавач» отримує дані від сенсора кожні 5 хвилин і бездротово пересилає їх на сусідній пристрій. Однак, на відміну від Freestyle Libre, імплантований пристрій занадто малий, щоб мати власну батарею та пам'ять, тому показники глюкози не генеруються протягом періодів, коли передавач не носиться. Передавач необхідно знімати принаймні один раз на день для підзарядки (10 хвилин) та заміни клейової основи.

### Система із замкненим контуром

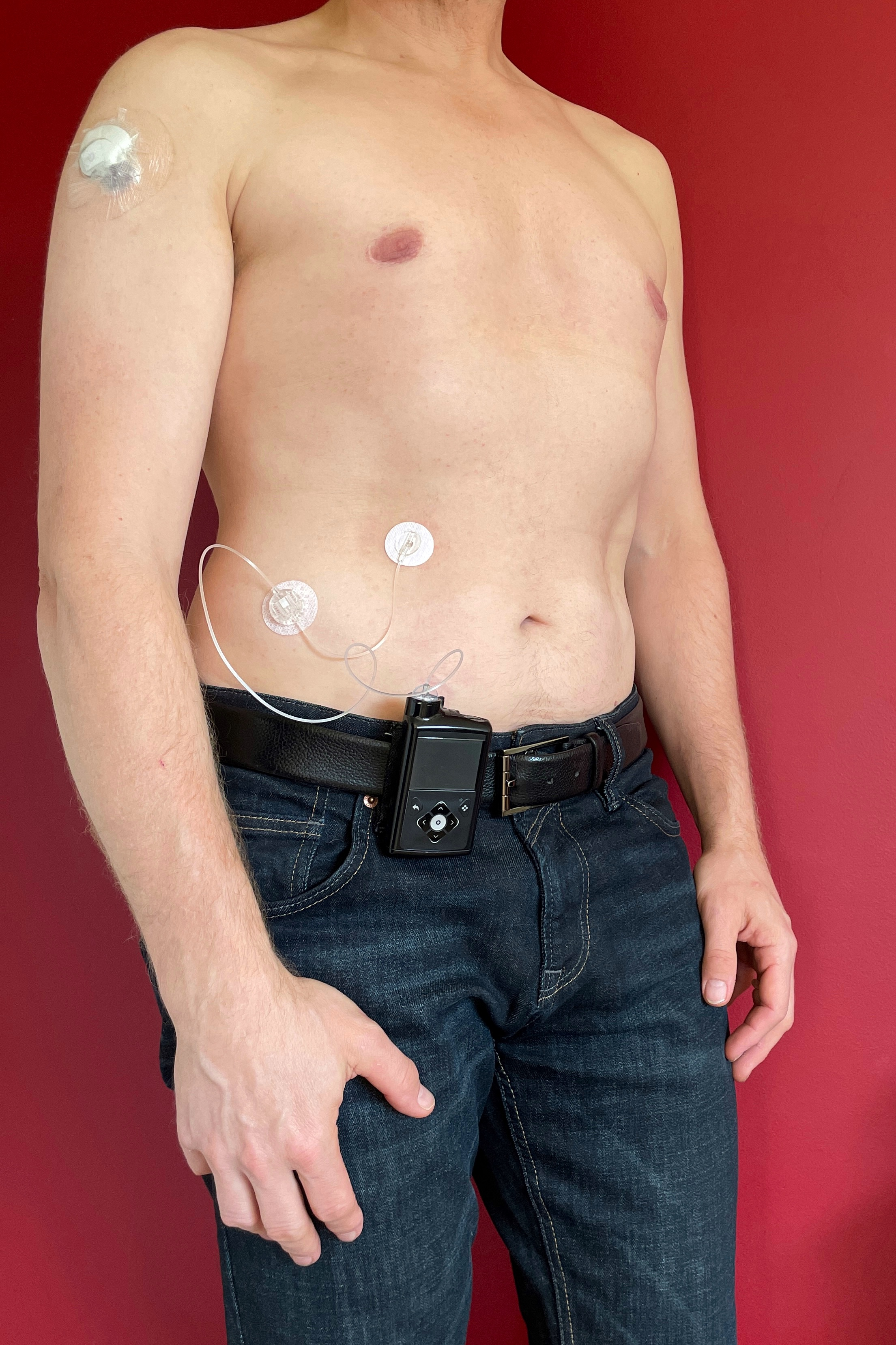
Чоловік з діабетом 1-го типу з інсуліновою помпою, прикріпленою до пояса, інфузійним пристроєм на животі та сенсором безперервного моніторингу глюкози на правій руці.

CGM є ключовим елементом у розробці системи із замкненим контуром для лікування діабету 1-го типу. Система із замкненим контуром відстежує рівень глюкози в крові за допомогою CGM і надсилає дані до інсулінової помпи для розрахованого введення інсуліну без втручання користувача.
Наразі деякі інсулінові помпи пропонують «автоматичний режим», проте це ще не є повністю замкненою системою. Існує кілька реалізацій таких систем, включаючи систему «штучна підшлункова залоза» та систему з відкритим вихідним кодом OpenAPS.

## Новітні технології CGM
Сфера безперервного моніторингу глюкози є об'єктом інтенсивних досліджень і розробок, спрямованих на створення дешевших, точніших та простіших у використанні сенсорних рішень, деякі з яких мають на меті бути неінвазивними. Неінвазивний CGM-пристрій визначається як медичний пристрій, який може вимірювати рівень глюкози в організмі, не проколюючи шкіру, не беручи кров і не спричиняючи жодного болю.
Станом на серпень 2023 року, крім Dexcom та Abbott Diabetes, жоден інший виробник не досяг значної частки на світовому ринку. У Європі були надані дозволи на використання неінвазивних сенсорних систем, хоча їхнє впровадження на ринку залишається низьким і мало вплинуло на домінування компаній Abbott і Dexcom.

### Сучасні інвазивні технології CGM
З початку 2000-х років розробляється безліч інвазивних CGM-рішень.
Компанія Senseonics комерціалізувала свої 180-денні сенсорні системи Eversense XL як на ринку США, так і на європейському. У червні 2023 року вона оголосила про отримання сприятливих даних щодо безпеки та точності свого 365-денного сенсора, що свідчить про його можливу комерціалізацію в майбутньому. У червні 2024 року Senseonics заявила про намір розпочати продаж 365-денного сенсора у 2025 році.
Рішення, розроблене американською фірмою GlySens, мало на меті усунути потребу в зовнішньому рідері, створивши сенсор, який можна імплантувати під шкіру і який би безпосередньо передавав показники глюкози на зовнішній додаток. Станом на серпень 2023 року цей проєкт зупинився, система не була схвалена в жодній країні, а компанія припинила своє існування.
Ще одна інвазивна технологія CGM, що розробляється компанією Profusa Inc з Емерівілля, Каліфорнія, ґрунтується на дослідницьких проєктах, які раніше проводилися компанією за грантами DARPA. Ця технологія складається з гідрогелевого мікросенсора, який розміщується підшкірно в ході нехірургічної процедури. У літературному огляді 2020 року кілька біомедичних інженерів підтримали твердження Profusa про те, що нехірургічна процедура встановлення вигідно відрізняє її від системи Eversense від Senseonics, оскільки остання вимагає хірургічного втручання для встановлення та видалення сенсора. Сенсор Profusa, як стверджується, також не потребує видалення, оскільки він долає реакцію на чужорідне тіло. Рідер розміщується на шкірі над місцем встановлення сенсора, який передає йому світловий сигнал. Заявляється, що сенсор може працювати від трьох до шести місяців. Потім інформація передається на смартфон, де її можна відстежувати через додаток. Станом на серпень 2023 року цей сенсор не мав дозволу регуляторних органів у жодній юрисдикції, хоча аналогічна система Profusa, що вимірює рівень кисню під шкірою, має СЕ-сертифікацію в Європі. Profusa подала заявку на вихід на біржу через SPAC-транзакцію.
Схожий підхід розробляла ще одна каліфорнійська компанія під назвою Metronom Health. Ця компанія не публікувала новин, і жодні ЗМІ не повідомляли про прогрес у її дослідженнях та розробках.
Ще один інвазивний підхід розробляється бельгійською компанією Indigo Diabetes. Indigo заявляє, що розробляє CGM-систему під назвою «система безперервного моніторингу кількох метаболітів» (CMM — continuous multi-metabolite monitoring system). Вона покликана надати людям, які живуть з діабетом, доступ до інформації про рівень глюкози та інших метаболітів у будь-який момент часу. Вона ще не отримала дозволу регуляторних органів, хоча компанія завершила клінічне випробування у квітні 2024 року.

### Сучасні неінвазивні технології CGM
Простота використання, яку багато користувачів CGM очікують від безпечного та точного неінвазивного пристрою, стимулює значні інновації та дослідження.
Неінвазивні підходи можна розділити на ті, що базуються на аналізі міжтканинної рідини, на радіочастотах або на диханні. Сенсори, що аналізують міжтканинну рідину, використовують пристрій для аналізу рідини на шкірі або під нею, надсилаючи інфрачервоні лазери для виявлення рівня глюкози в рідині. Радіочастотні пристрої проникають крізь шкіру і можуть отримувати інформацію про рівень глюкози безпосередньо з крові.
За повідомленнями, компанія Apple працює над неінвазивним CGM-монітором, який вона прагне інтегрувати у свій Apple Watch. У березні 2023 року було повідомлено, що компанія створила прототип неінвазивного CGM-монітора.
Ще одна компанія, яка працює над неінвазивним CGM, — це Masimo, яка у 2020 році подала на Apple до суду за порушення патенту в цій галузі. Masimo також подала нові патенти через свою дочірню компанію Cercacor (станом на вересень 2023 року вони очікують на розгляд), що стосуються комбінованої системи безперервного моніторингу глюкози та помпового введення інсуліну за замкненим контуром.
Samsung оголосила, що планує включити моніторинг глюкози у свій смарт-годинник, орієнтуючись на випуск у 2025 році. Станом на жовтень 2023 року останнє оновлення було в грудні 2022 року. Незрозуміло, чи буде годинник інтегрувати показники від зовнішнього CGM, як-от Dexcom або Abbott, чи працюватиме автономно. У 2020 році компанія опублікувала статтю щодо розробленого нею спільно з вченими Массачусетського технологічного інституту неінвазивного методу безперервного моніторингу глюкози за допомогою спектроскопії. Компанія подала патенти, пов'язані з цією технологією.
SugarBeat, розроблений компанією Nemaura Medical, є бездротовою неінвазивною системою моніторингу глюкози в крові, яка використовує одноразовий пластир на шкірі. Пластир підключається до перезаряджуваного передавача, який виявляє рівень цукру в крові та передає дані на мобільний додаток кожні п'ять хвилин. Пластир можна використовувати протягом 24 годин. Електричні струми використовуються для витягування міжтканинної рідини на поверхню для аналізу рівня глюкози. SugarBeat отримав дозвіл регуляторних органів у Саудівській Аравії та Європі, хоча рівень проникнення на ринок залишається дуже низьким. Компанія задекларувала дохід у розмірі 503 906 доларів США за фінансовий рік, що закінчився в березні 2022 року, що є мізерною сумою порівняно з понад 3 мільярдами доларів у Dexcom. У серпні 2023 року компанія подала заявку на попереднє схвалення SugarBeat в Управління з контролю за якістю харчових продуктів і медикаментів США (FDA)
Ще одна неінвазивна система розроблена американською компанією Movano Health. Вона використовує невелике кільце, яке носиться на руці. У 2021 році Movano заявила, що створює найменший у світі спеціальний радіочастотний (РЧ) сенсор, призначений для одночасного моніторингу артеріального тиску та глюкози. Акції Movano котируються на NASDAQ під тікером MOVE. До серпня 2023 року Movano переключилася на створення сенсорних кілець для інших параметрів, таких як частота серцевих скорочень, рівень кисню в крові, частота дихання, варіабельність температури шкіри та відстеження симптомів менструації.
DiaMonTech AG — приватна компанія, що базується в Берліні, Німеччина, і яка розробляє D-Pocket — не-CGM сенсор глюкози, що використовує технологію інфрачервоного лазера для сканування тканинної рідини в шкірі та виявлення молекул глюкози. Короткі імпульси інфрачервоного світла посилаються на шкіру, де вони поглинаються молекулами глюкози. Це генерує теплові хвилі, які виявляються за допомогою запатентованого методу IRE-PTD. Компанія стверджує, що її метод має високу вибірковість; результати першого дослідження були опубліковані в Journal of Diabetes Science and Technology. У цьому дослідженні заявлено, що середня абсолютна відносна різниця становить 11,3 %. DiaMonTech оголосила, що її наступний продукт D-Sensor буде мати функцію безперервних вимірювань, що зробить його CGM, хоча дата виходу не була названа.
BioXensor, розроблений британською компанією BioRX, використовує запатентовану радіочастотну технологію разом із підходом кількох сенсорів (також вимірює рівень кисню в крові, ЕКГ, частоту дихання, частоту серцевих скорочень і температуру тіла). Компанія стверджує, що це дозволяє надійно, точно та неінвазивно вимірювати рівень глюкози в крові щохвилини. Станом на червень 2023 року BioXensor не отримав дозволу регуляторних органів.
Компанія HAGAR з Хайфи, Ізраїль, завершила дослідження свого неінвазивного CGM-сенсора GWave, повідомивши про високу точність. Цей сенсор використовує радіочастотні хвилі для вимірювання рівня глюкози в крові. Станом на серпень 2023 року пристрій не отримав дозволу регуляторних органів у жодній країні. Одним із критичних зауважень щодо радіочастотної технології як способу вимірювання глюкози є те, що дослідження 2019 року виявили, що глюкозу можна виявити лише в дальньому інфрачервоному діапазоні (нанометрові довжини хвиль), а не в радіочастотному, навіть у сантиметровому та міліметровому діапазонах, що ставить під сумнів придатність радіочастот для вимірювання глюкози.
Glucomodicum базується в Гельсінкі, Фінляндія. Запропоноване ними рішення використовує міжтканинну рідину для безперервного неінвазивного вимірювання рівня глюкози. Воно не має дозволу регуляторних органів.
KnowLabs — це компанія з Сіетла, США, яка створює CGM під назвою Bio-RFID sensor, що працює, надсилаючи радіохвилі через шкіру для вимірювання молекулярних сигнатур у крові, які алгоритми машинного навчання Know Labs використовують для обчислення рівня цукру в крові користувача. Компанія повідомила, що розробила прототип, але станом на серпень 2023 року не отримала дозволу регуляторних органів.
Liom (раніше Spiden) — швейцарський стартап, який створює неінвазивний смарт-годинник для моніторингу кількох біомаркерів і рівня ліків, з можливістю безперервного моніторингу глюкози як першим застосуванням. Станом на жовтень 2023 року він ще не отримав дозволу регуляторних органів. У січні 2024 року Liom (тоді ще Spiden) заявила, що розробила прототип із заявленим значенням MARD (середньої абсолютної відносної різниці) до еталонного вимірювання глюкози приблизно 9 %.
Occuity — стартап з Редінга, Велика Британія, який застосовує інший підхід до неінвазивного моніторингу глюкози, використовуючи око. Компанія розробляє Occuity Indigo, який буде вимірювати зміну показника заломлення ока для визначення концентрації глюкози в крові.